# Grace (Simon Webbe)
Grace è il secondo album del cantante inglese Simon Webbe, pubblicato il 13 novembre 2006, ad un anno esatto dal suo primo lavoro Sanctuary.
Nella versione asiatica dell'album sono state aggiunte quattro tracce. Si tratta delle canzoni che erano state estratte come singoli dall'album precedente.

## Tracce
1. Coming Around Again – 3:44
2. Seventeen – 3:22
3. Sunshine (Love like That) – 4:01
4. Go to Sleep – 3:30
5. Ain't True to Yourself – 3:18
6. Don't Wanna Be That Man – 3:58
7. Angel (My Life Began with You) – 4:00
8. Fool for You – 4:14
9. My Soul Pleads for You – 3:49
10. That's the Way It Goes – 4:45
11. Take Your Time – 3:19
12. Grace – 3:25

## Tracce aggiuntive nell'edizione speciale
13.  "Lay Your Hands" 4:28

14.  "No Worries" 3:29

15.  "After All This Time" 3:36

16.  "Ride the Storm" 3:41